# 3053 Dresden
3053 Dresden este un asteroid din centura principală, descoperit pe 18 august 1977 de Nikolai Cernîh.